# Elin Danielson-Gambogi

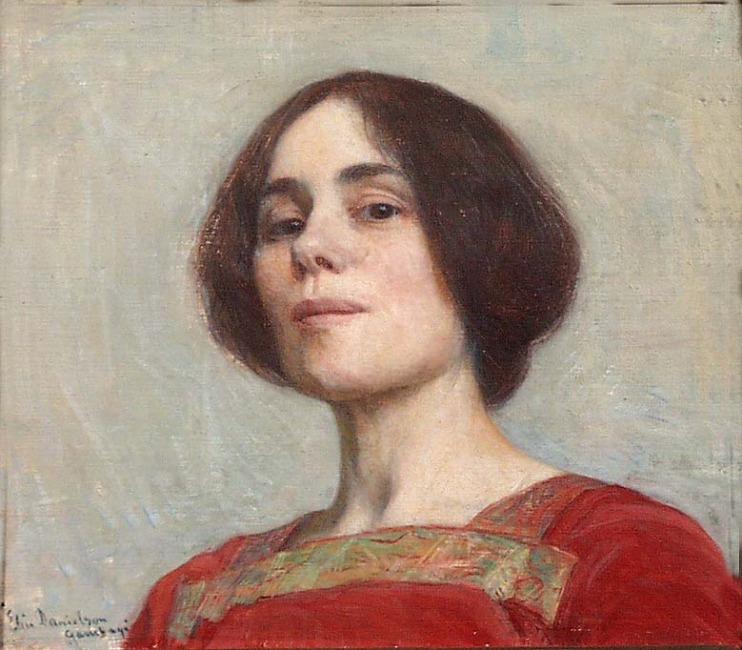
Elin Danielson-Gambogi, zelfportret, 1903

Elin Kleopatra Danielson-Gambogi (Noormarkku, 3 september 1861 – Antignano, Italië, 31 december 1919) was een Fins kunstschilderes. Ze schilderde in een naturalistische stijl, met symbolistische en impressionistische invloeden.

## Leven en werk

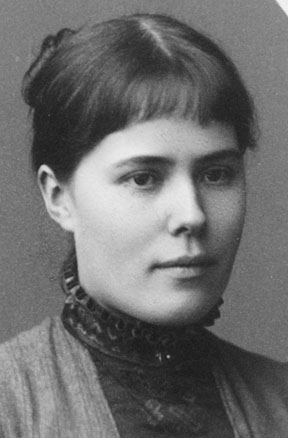
Portretfoto, jaren 1880

Danielson werd geboren in een familie van Zweedse origine. In 1872 pleegde haar vader Karl Emil Danielson zelfmoord, waarna het gezin met de jonge kinderen Elin and Rosa (Titty) in financiële problemen geraakte. Dankzij de hulp van een oom, Mauritz Gestrin, kon ze in 1876 toch in Helsinki gaan studeren aan de Teken- en Kunstacademie. Daar leerde ze niet enkel teken- en schildertechnieken, maar ook schilderen op porselein. Ze vervolmaakte zich bij de schilder Adolf von Becker en voorzag in haar onderhoud door het schilderen op porselein en door les te geven.
In 1883 ging ze met een beurs in Parijs studeren, aan de Académie Colarossi bij Gustave Courtois en Raphaël Collin. Ze sloot zich er aan bij een Scandinavische kunstenaarskolonie, waar ook Helene Schjerfbeck toe behoorde, en werkte vooral in een naturalistische stijl. Tijdens een bezoek aan Bretagne maakte ze kennis met Jules Bastien-Lepage en onder zijn invloed begon ze in lichtere tinten te schilderen. Onder invloed van met name het werk van Pierre Puvis de Chavannes begon ze echter geleidelijk steeds meer elementen van het symbolisme en het impressionisme in haar werk te integreren. Ze schilderde landschappen en vooral mensen, meestal vrouwen, in alledaagse situaties. Opzien baarde ze met haar werk Na het ontbijt (1890), waarop een rokende vrouw staat afgebeeld, geheel tegen de conventies uit die tijd.
Een tijdlang verbleef ze afwisselend in Frankrijk en in Finland. Daar sloot ze aan bij de kunstenaarskolonie van Önningeby die werd geleid door Victor Westerholm. Ze nam ook deel aan verschillende tentoonstellingen in haar thuisland.
In 1895 vertrok Danielson met opnieuw een beurs naar Florence, om de klassieke Italiaanse schilders te bestuderen. Het jaar erop keerde ze terug. Ze raakte er verliefd op de dertien jaar jongere kunstschilder Raffaello Gambogi (1874-1943), met wie ze in 1898 trouwde. Aanvankelijk werkte het koppel samen. Ze namen samen deel aan tentoonstellingen in Italië en Frankrijk en beïnvloedden elkaars werk. Het huwelijk was echter geen succes: haar man bleek overspelig, hetgeen Elin erg deprimeerde. Tussen 1900 en 1905 reisde ze voornamelijk in haar eentje door Europa en exposeerde in Parijs, Londen, Stockholm en Helsinki. In 1905 ging ze terug naar Italië in de hoop haar huwelijk te redden. Samen met haar man ging ze wonen in Volterra, maar Raffaello bleek psychisch ziek en werd meermaals opgenomen in een kliniek. In 1907 (toen haar moeder op sterven lag), 1909, 1911 en 1913 bracht Elin nog bezoeken aan haar familie in Finland, om uiteindelijk toch steeds weer terug te keren naar haar man in Italië. Het paar woonde er afwisselend in Florence en Antignano. Onbemiddeld en eenzaam waren de laatste jaren van haar leven niet erg gelukkig. Ze zou ook nauwelijks nog schilderen. Bovendien zorgde het uitbreken van de Eerste Wereldoorlog ervoor dat ze niet meer naar Finland kon reizen. Ze overleed uiteindelijk in 1919 aan een longontsteking, 58 jaar oud.

## Galerij

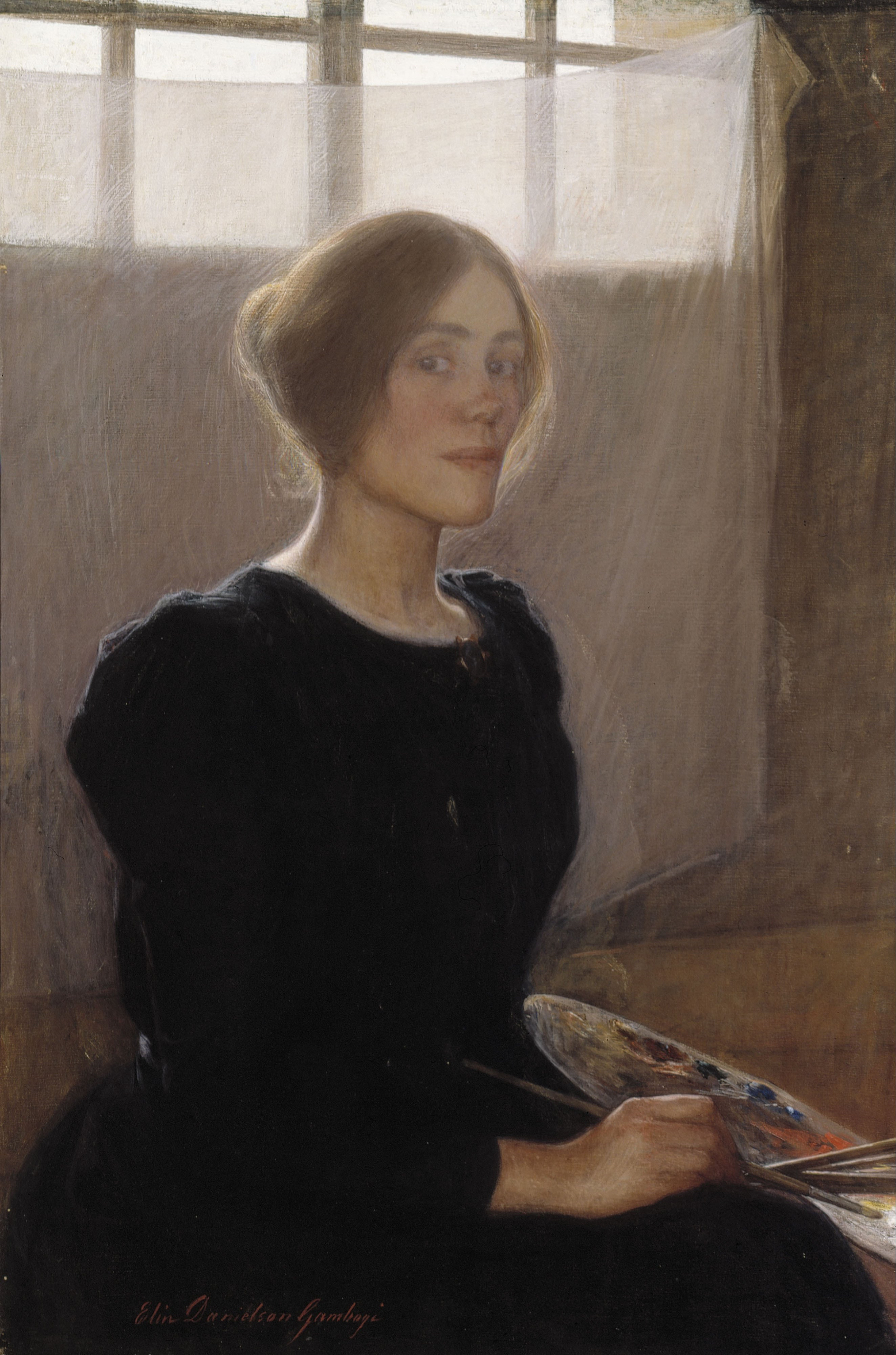
Zelfportret, 1900
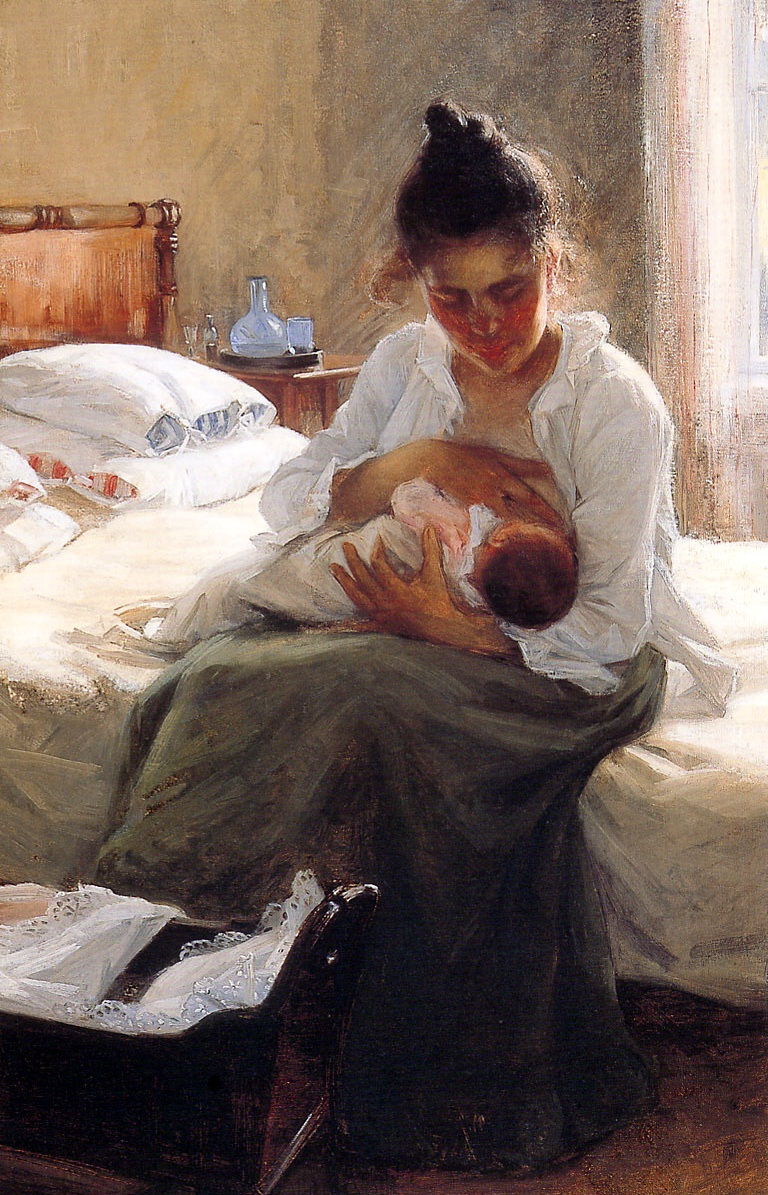
Moederschap
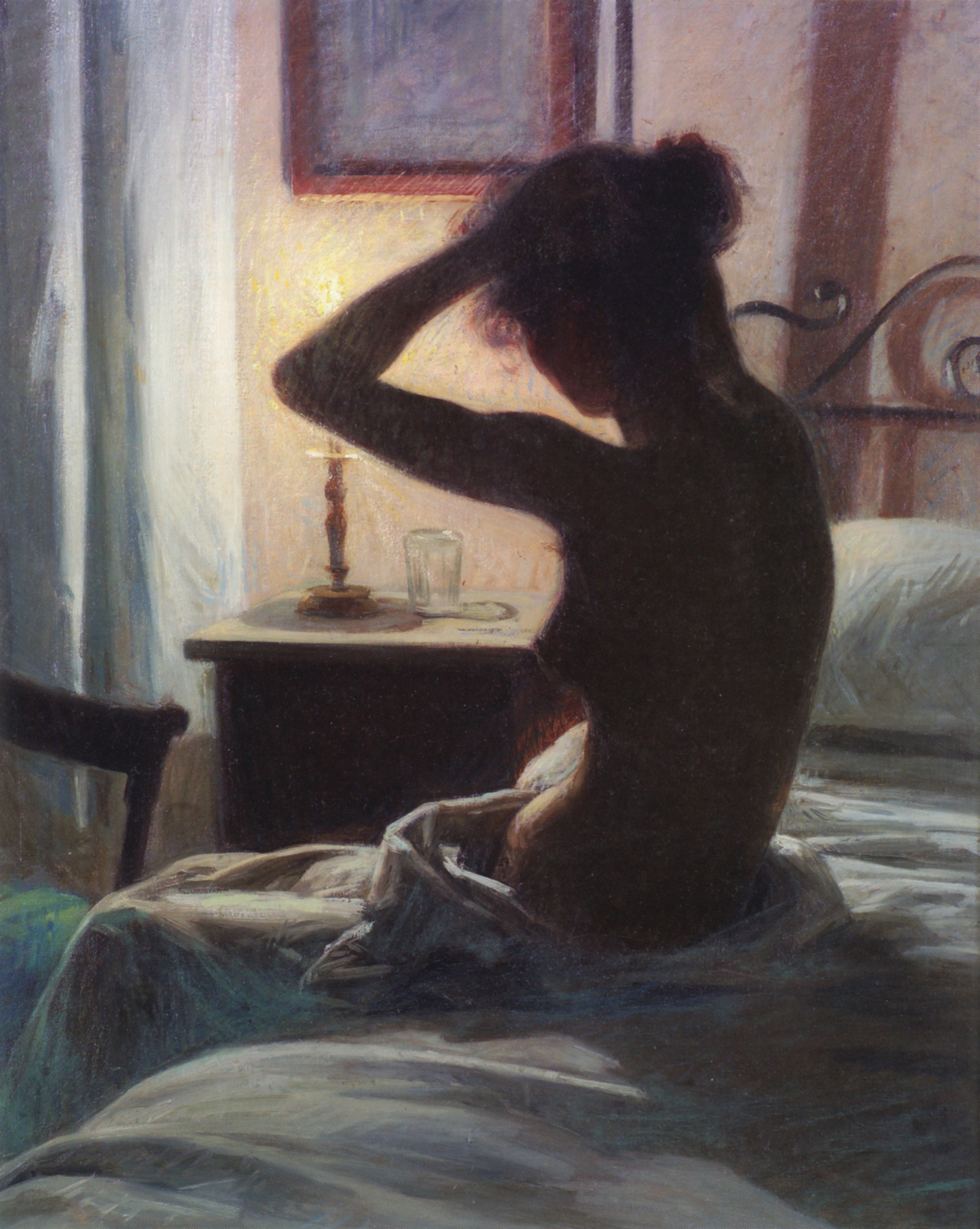
Leugen
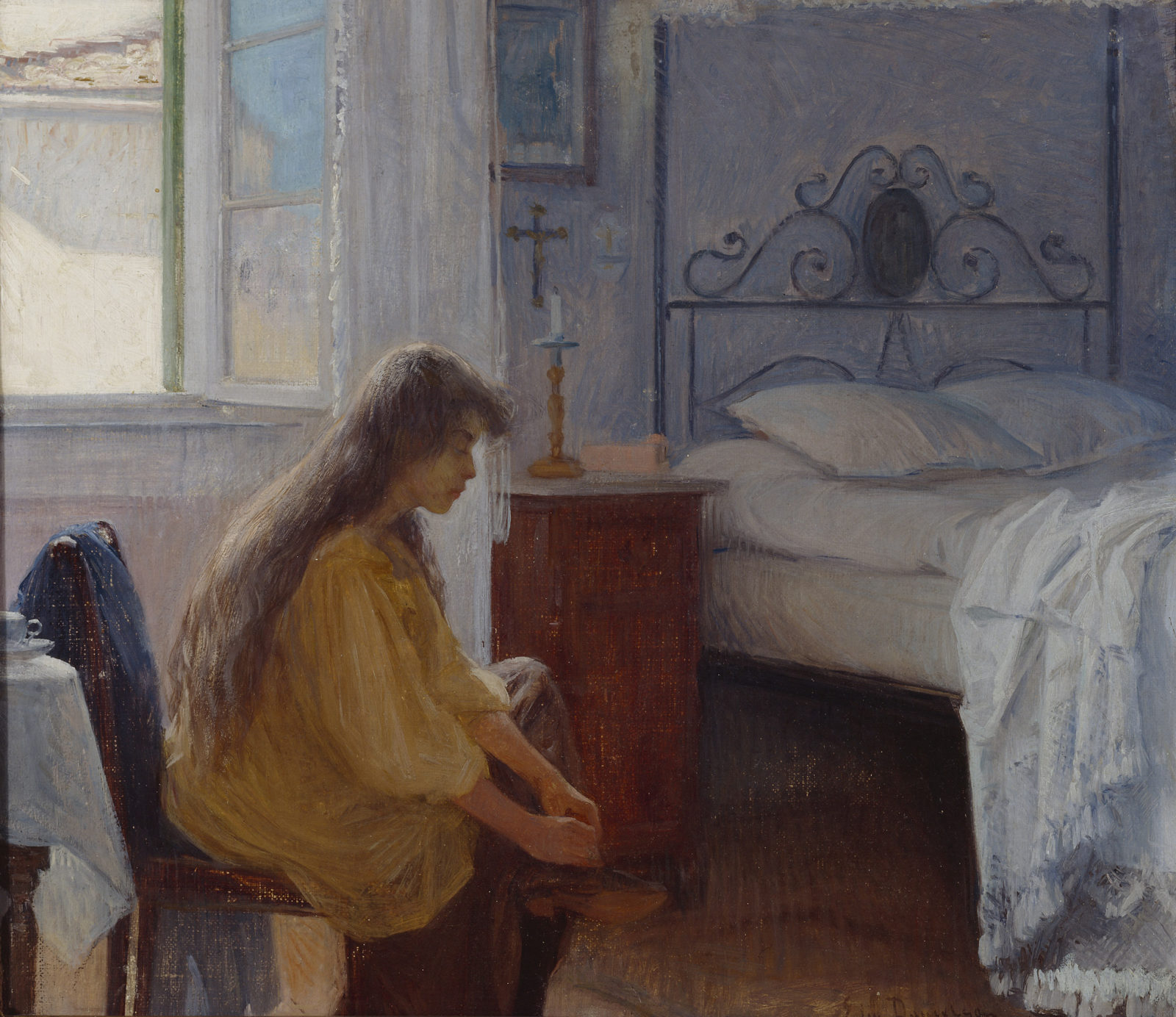
Naar bed
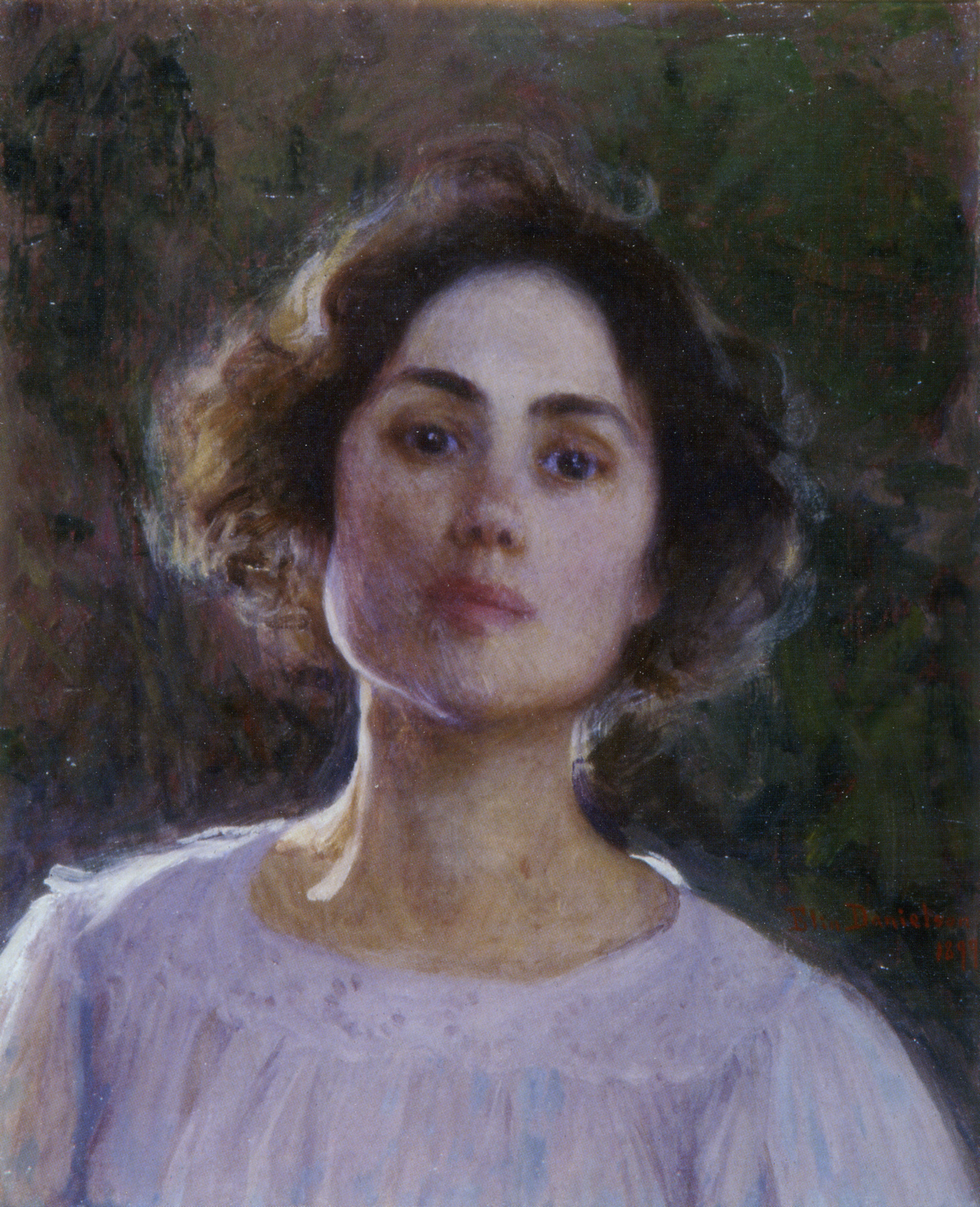
Zelfportret, ca 1890
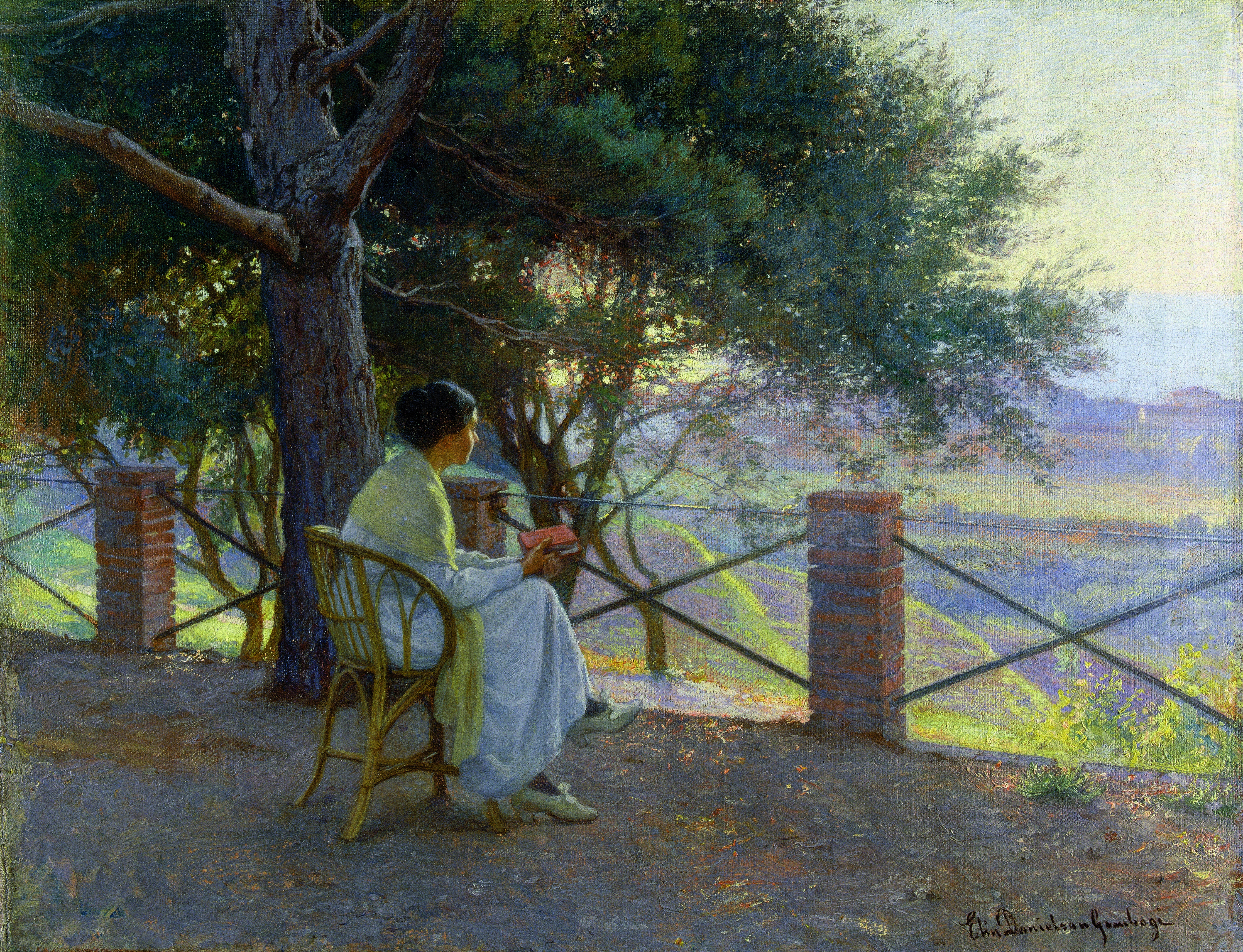
Zonsondergang
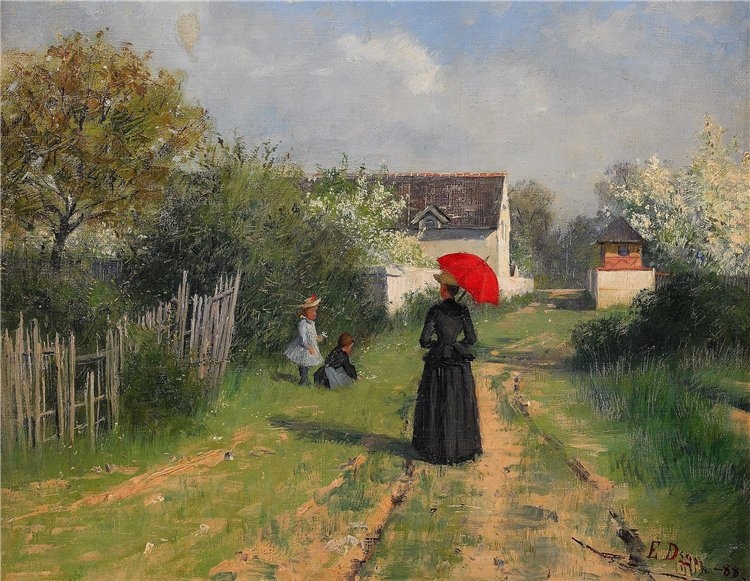
Kerkgang
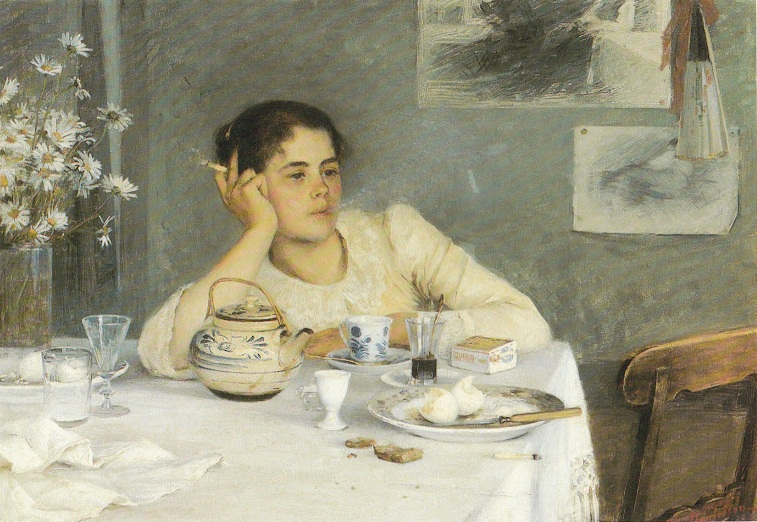
Na het ontbijt
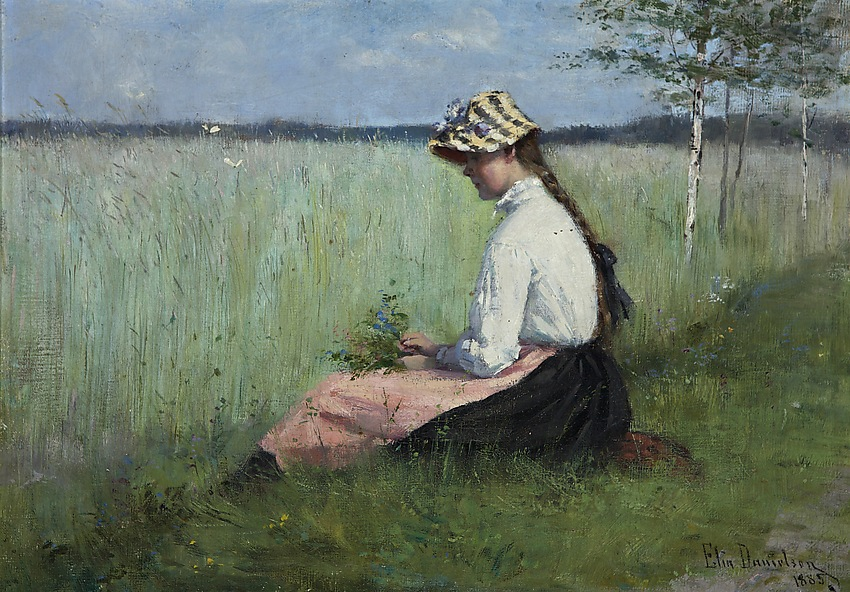
Meisje in de weide
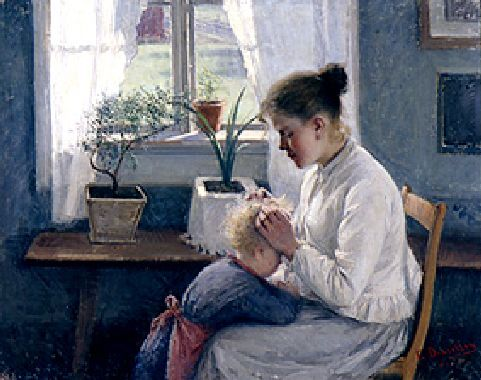
Bezorgdheid